# هارتس ناتسیونال پارک
هارتس ناتسیونال پارک (به آلمانی: Nationalpark Harz) یک منطقهٔ مسکونی در آلمان است که در نیدرزاکسن واقع شده‌است.